# Borja Oubiña
Borja Oubiña Meléndez (Vigo, 17 maggio 1982) è un ex calciatore spagnolo, di ruolo centrocampista.

## Carriera

### Club

#### Celta Vigo

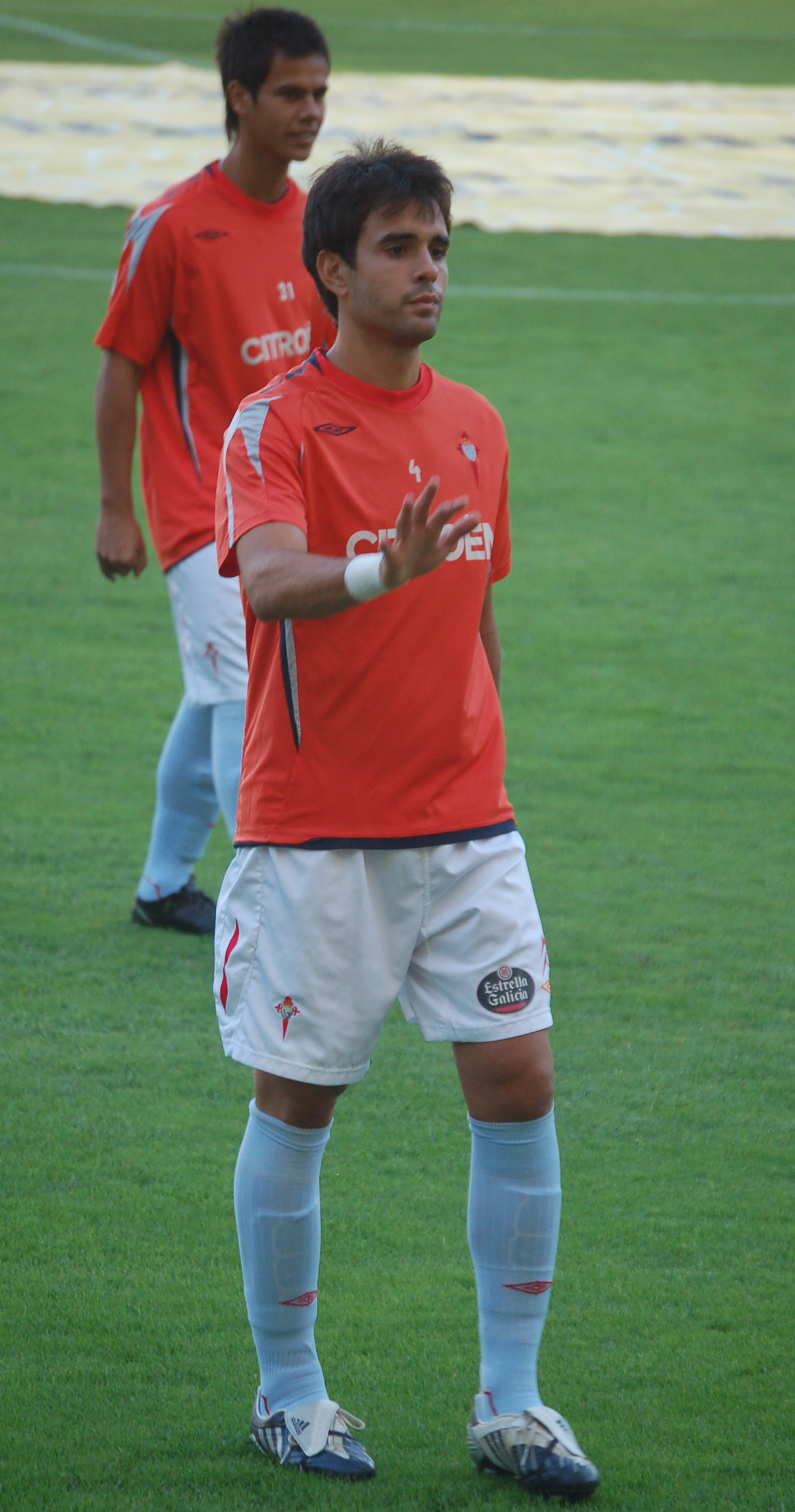

È cresciuto nelle giovanili del Celta Vigo.

### Nazionale
Ha collezionato 2 presenze con la Nazionale spagnola con la quale ha giocato nel 2006.